# 乙酸亚汞
乙酸亚汞是一种汞化合物，化学式为Hg2(CH3COO)2，可以形成单斜晶体。其氘代化合物可以氘代乙酸钠和硝酸亚汞为原料反应制得。

## 反应
乙酸亚汞可以和溴反应，生成乙酸溴化汞。